# J'ai saigné
 (mars 2016).
Si vous disposez d'ouvrages ou d'articles de référence ou si vous connaissez des sites web de qualité traitant du thème abordé ici, merci de compléter l'article en donnant les références utiles à sa vérifiabilité et en les liant à la section « Notes et références ».
J'ai saigné est une nouvelle autobiographique de Blaise Cendrars extraite du recueil La Vie dangereuse publié en 1938.
Engagé volontaire dans le 3e régiment de marche de la Légion étrangère, Cendrars et ses camarades lancent une attaque sur le front de Champagne, en octobre 1915. L'écrivain est touché par des éclats d'obus ; ses blessures provoqueront l'amputation d'une partie de son bras droit.
Dans cette nouvelle, Cendrars raconte la façon dont « il a saigné », c'est-à-dire la souffrance et le dénouement, mais aussi la solidarité et la renaissance...  Blaise Cendrars dénonce l'absurdité de la guerre.

## Résumé
Amputé du bras droit, Blaise Cendrars attend plusieurs heures, seul et nu sur un brancard, sous la pluie et les obus, dans la cour d'une tréfilerie, avant d'être transporté par une ambulance à l'évêché Sainte-Croix de Châlons-sur-Marne pour y être soigné. Là, il sera pris en charge par des sœurs et des infirmières aux grands cœurs. Il se lie d'amitié avec Mme Adrienne P, infirmière major dévouée aux malades, laquelle le charge de tenir compagnie à un jeune berger des Landes, criblé de 72 éclats d'obus dans le bas des reins. Un jour, on annonce l'arrivée d'un célèbre médecin de Paris ayant le grade de général, le professeur Desfossés, venant passer en revue tous les blessés de l'hôpital et , voulant à tout prix montrer ses ''connaissances'', tente de soigner brutalement le jeune berger, sans tenir compte de ses souffrances. Son incompétence et sa brutalité précipitent sa mort cruelle alors qu'il était sur le point d'être guéri.
Mme Adrienne P.. déplacera alors Blaise Cendrars dans la chambre d'un autre patient tellement affecté par la guerre qu'il en a perdu des facultés, devant alors réapprendre le moindre mouvement et la parole. Blaise Cendrars aide alors pendant de nombreuses journées ce 'bébé-adulte' à se soigner.
Un soir, Blaise Cendrars fut réveillé par un bruit: c'était le bébé-adulte qui s'était mis par un quelconque moyen assis. Blaise appellera alors tout le personnel de l'établissement.
Il se passe bien 4 heures, mais toujours rien. Mais à l'arrivée de Mme Adrienne P.., il arrivera à prononcer « C-A-C-A », avant de se rendormir.
Mme Adrienne P.., folle de joie, se jettera alors dans les bras de Blaise, et ce dernier, valsera avec elle en la remerciant. 

## Analyse
Blaise Cendrars dénonce dans cette nouvelle la boucherie, la barbarie de la Première Guerre mondiale, l'impéritie de l'état-major français qui multiplie les offensives ratées et inutiles, l'incompétence et l'infatuation du grand toubib manitou qui manque de compassion et provoque la mort du jeune soldat innocent. Il évoque aussi le traitement des blessés et des mutilés de guerre avec une médecine qui s'adapte, confrontée à l'horreur inédite d'une guerre pour la première fois industrielle ; il rend hommage aussi au dévouement des femmes qui tentent d'apporter un peu d'humanité... La souffrance de Cendrars fait écho à celle de tous les soldats. Cette nouvelle a une portée documentaire et réaliste  mais revêt aussi une dimension symbolique : Cendrars mutilé meurt une première fois mais renaît grâce à la force de l'écriture...

## Éditions
- J'ai saigné, Paris, Hatier, coll. Classiques & Cie, 2012, 96 p.  (ISBN 978-2-218-96211-0)
- La Vie dangereuse, Paris, Grasset, coll. Les cahiers rouges, 2010, 170 p.  (ISBN 978-2-246-39042-8)